# Constancio Bernaldo de Quirós
Constancio Bernaldo de Quirós (Madrid, 12 de diciembre de 1873-Ciudad de México, 11 de agosto de 1959) fue un escritor, sociólogo, jurista español, catedrático de Derecho Penal y Criminología y una de las figuras clave del regeneracionismo.

## Biografía
A los diecinueve años de edad se licenció en Derecho por la Universidad Central de Madrid, incorporándose a continuación a la Cátedra de Filosofía del Derecho que dirigía Francisco Giner de los Ríos, con el que también colaboró en la Institución Libre de Enseñanza. A partir de 1896, inició una intensa labor como articulista en la Revista General de Legislación y Jurisprudencia. Su primer artículo, «Una polémica sobre la normalidad del delito», escrito a los veintiún años de edad, está considerado hoy como uno de los textos fundacionales de la sociología española, ya que en él aborda, por primera vez en España, el problema del delito desde una óptica sociológica. Dicha perspectiva sociológica es la que mantiene también en su primer libro, Las nuevas teorías de la criminalidad (1898), una exposición sistemática sobre criminología que fue inmediatamente traducida a diversas lenguas.

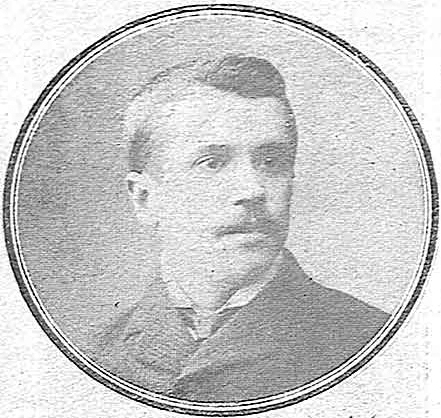
Bernaldo de Quirós hacia 1904

En 1899 se incorporó al Laboratorio de Criminología fundado ese mismo año por Giner de los Ríos. Fruto de sus trabajos en el Laboratorio es La mala vida en Madrid (1901), un estudio sociológico sobre el hampa madrileña de finales del siglo XIX, escrito en colaboración con Llamas Aguilaniedo, y cuya edición alemana de 1909 fue prologada por Cesare Lombroso. Los siguientes trabajos sobre criminología que Bernaldo de Quirós publicó en España, antes del exilio, tendrán también una marcada orientación histórica: Criminología de los delitos de sangre en España (1906), La picota. Crímenes y castigos en el país castellano en los tiempos medios (1907), Figuras delincuentes (1909), La criminalidad es las Islas Filipinas (1910), El espartaquismo agrario andaluz (1919), y, sobre todo, El bandolerismo andaluz (1933), escrita en colaboración con Luis Ardila.
Como profesor, su labor fue intensa. Además de profesor en la Universidad Central de Madrid y en la Institución Libre de Enseñanza, fue catedrático de Criminología en el Instituto de Estudios Penales y profesor de Sociología y Psicología en la Escuela de la Mujer, vinculada a la Institución Libre de Enseñanza.
Como jurista, ejerció la abogacía y redactó el Proyecto de Código Penal de 1902, por encargo del ministro Juan Montilla y Adán, proyecto que no llegó a ver la luz por la continuas crisis políticas. Fue también el redactor de buena parte de la producción legislativa agraria de la Segunda República Española.
Destacado montañero y pionero del alpinismo en España, en 1913 fue uno de los fundadores del Club de Alpinismo Peñalara, del que fue presidente hasta 1916. Escribió, entre otros trabajos sobre esta materia: Peñalara. Notas de camino por la Sierra de Guadarrama (1905), Guía alpina de Guadarrama (1915), La Pedriza del Real del Manzanares (1921) y Sierra Nevada (1923).
Al finalizar la Guerra Civil se exilió en Francia, teniendo que vivir durante más de un año en un asilo para indigentes con su mujer, sus hijos y sus nietos, antes de poder ser trasladado a la República Dominicana con fondos de ayuda para los refugiados.
En América prosiguió su labor teórica y pedagógica. Fue catedrático de Criminología y Derecho Penal Comparado en la Universidad de Santo Domingo, profesor de Derecho Penal en La Habana y, finalmente, catedrático de Criminología y Derecho Penitenciario en la UNAM de México. En el exilio publicó, entre otros libros, La picota en América. Contribución al estudio del Derecho Penal Indiano (1948), Lecciones de Criminología (1953) y El bandolerismo en España y en México (1959).
Fue nombrado académico de la Academia Mexicana de Ciencias Jurídicas y miembro honorífico del Instituto Nacional de Criminología de Cuba y del Instituto de Ciencias Penales de La Habana.
Falleció en la Ciudad de México el 11 de agosto de 1959, a los ochenta y cinco años de edad. Es abuelo del historiador dominicano Roberto Cassá.

## Obras
- Las nuevas teorías de la criminalidad (1898)
- La mala vida en Madrid (1901),[2] un estudio sociológico sobre el hampa madrileña de finales del siglo XIX, escrito en colaboración con Llamas Aguilaniedo
- Criminología de los delitos de sangre en España (1906)
- La picota. Crímenes y castigos en el país castellano en los tiempos medios (1907)
- Figuras delincuentes (1909)
- La criminalidad es las Islas Filipinas (1910)
- El espartaquismo agrario andaluz (1919)
- Con Luis Ardila, El bandolerismo en Andalucía (1933)
- Peñalara. Notas de camino por la Sierra de Guadarrama (1905)
- Guía alpina de Guadarrama (1915)
- La Pedriza del Real del Manzanares (1921)
- Sierra Nevada (1923).
- La picota en América. Contribución al estudio del Derecho Penal Indiano (1948)
- Lecciones de Criminología (1953)
- El bandolerismo en España y en México (1959).

## Sobre Constancio Bernaldo de Quirós
- Alonso Burgos, Jesús: Marginalidad y delincuencia en la España de la Restauración (1875-1923). Una introducción a la obra de Constancio Bernaldo de Quirós; estudio preliminar a Figuras delincuentes y Figuras delincuentes en el Quijote (Jaén, 2008).
- García Herreros: Semblanza de Bernaldo de Quirós; en Revista Jurídica, n.º 64, mayo de 1904.
- Jiménez de Asúa, Luis: La larga y ejemplar vida de Constancio Bernaldo de Quirós; estudio preliminar a El espartaquismo agrario andaluz (Madrid, 1974).
- VV.AA.: Estudios a la memoria de Don Constancio Bernaldo de Quirós (México, 1960).